# Andrea Echeverri (álbum)
Andrea Echeverri es el primer álbum como solista de Andrea Echeverri, vocalista del grupo colombiano Aterciopelados, si bien este trabajo es una obra lírica 100% de Andrea en la grabación se incluyó varios músicos del grupo, además de tener como productor a Héctor Buitrago y Alejandro Gómez-Cáceres como guitarra principal, las composiciones de este trabajo se enfoca principalmente en la experiencia de Andrea como madre y esposa, el primer sencillo del disco fue "A-eme-o" canciones como "Amortiguador" y "Baby Blues" lograron un relativo éxito de difusión, en el tema "Imán" hace dúo con su madre Amparo de Echeverri.
Gracias a este álbum, Andrea recibió el Premio MTV como Mejor Artista Centro, y estuvo nominada al Grammy y al Premio Lo Nuestro. Andrea promocionó su álbum por Estados Unidos, España y Latinoamérica con gran éxito, y participó como solista en Rock al Parque 2005, dejando para la posteridad la interpretación a dúo con los mexicanos de Café Tacuba, uno de sus éxitos Chica banda, causando euforia entre los asistentes.

## Composición
El primer álbum homónimo de la vocalista de Aterciopelados se caracteriza por sus letras inusuales enfocadas a las vivencias de Andrea como madre y pareja, al respecto la cantante comentaría en una entrevista:

"Hay personas que quedan frías con el disco porque hablar de mi hija es algo bastante raro. Pero es chévere porque es de lo único que puedo hablar y porque es algo supergrande que me pasó, y yo siempre he escrito de lo que me pasa y de lo que me preocupa"(Andrea Echeverri)

En cuanto al sonido es de acotar que este trabajo cuenta con la formación base de Aterciopelados y la coproducción de Hector Buitrago aunque la experimentación sonora es más cercana al Folk latino y al Pop.

## Recepción y gira
Recibió críticas mayormente favorables de medios especializados el portal Allmusic le dio 3.5/5 estrellas considerándolo "un importante trabajo de la banda. A diferencia de la mayoría de los esfuerzos en solitario, diseñados para poner distancia entre el viejo estilo y un ego inflado celebridad" destacando la calidad de las letras y la participación de la madre de Andrea (Amparo Echeverri) en Estados Unidos logró varios elogios el diario Washington Post hizo énfasis en el cambio que sufrió la cantante cuando nació su hija Milagros, y destaca las canciones del álbum, la Academia de la Música en Estados Unidos correspondió nominando el trabajo solista como mejor álbum pop latino igualmente lograría el Premio MTV como Mejor Artista Centro. La gira promocional por Estados Unidos la llevó a tocar en Nueva York, Austin, Tijuana, Anaheim, Los Angeles e Isla Margarita también España y México fueron destinos del grupo.

## Lista de canciones
1. Amortiguador
2. Baby Blues
3. A Eme O
4. Quédate
5. Menos Mal
6. Ya Yo No
7. Frases
8. Fulgor
9. Imán
10. Amniótico
11. Lactochampeta
12. Qué No Haría
13. A Eme O (Sidestrepper remix)

## Producción
- Richard Blair    – Productor
- Rodrigo Facundo  – Diseño gráfico, fotografía
- Andrés Landínez  – Ingeniero asistente
- Felipe López     – Ingeniero
- José Manuel      – Productor
- Thom Russo       – Programación, asistente de producción, mezclador
- Eddy Schreyer    – Mastering